# Elimination Chamber (2010)
Elimination Chamber (2010) (conhecida como No Way Out na Alemanha) foi o evento inaugural de luta livre profissional do Elimination Chamber produzido pela World Wrestling Entertainment (WWE). Foi realizado para lutadores das divisões de marca Raw e SmackDown da promoção. O evento ocorreu em 21 de fevereiro de 2010, no Scottrade Center em St. Louis, Missouri. Elimination Chamber substituiu o evento anual da WWE anteriormente em fevereiro, No Way Out, que contou com a luta Elimination Chamber em seus dois últimos eventos. Seis partidas foram ao ar durante o pay-per-view, enquanto uma dark match ocorreu antes da transmissão ao vivo.
O conceito do evento era que as duas lutas do evento principal, uma pelo Campeonato da WWE do Raw e pelo Campeonato Mundial dos Pesos-Pesados do SmackDown, respectivamente, ocorreriam como uma luta Elimination Chamber. Cada luta contou com seis competidores: o atual campeão e cinco desafiantes. Na luta Elimination Chamber do Raw, Sheamus defendeu o Campeonato da WWE contra Triple H, Ted DiBiase, Randy Orton, John Cena e Kofi Kingston, que foi vencido por Cena. Na Elimination Chamber do SmackDown, The Undertaker defendeu o Campeonato Mundial dos Pesos Pesados contra Chris Jericho, John Morrison, Rey Mysterio, CM Punk e R-Truth, que foi vencido por Jericho. Na eliminatória, Drew McIntyre manteve o Campeonato Intercontinental contra Kane, The Miz manteve o Campeonato dos Estados Unidos contra Montel Vontavious Porter, e Maryse e Gail Kim competiram contra LayCool (Layla e Michelle McCool) em uma luta de duplas interbrand Divas.
O evento recebeu 285.000 compras de pay-per-view, um aumento em relação ao valor obtido pelo pay-per-view No Way Out de 2009. Apesar do aumento do número de compras, o evento recebeu críticas geralmente negativas, com revisores criticando o card preliminar do programa como sendo "fraco" e consistindo de material de "enchimento".

## Produção

### Introdução
No final de 2009, a World Wrestling Entertainment (WWE) realizou uma enquete em seu site oficial para permitir que os fãs escolhessem o nome do pay-per-view de fevereiro de 2010. As escolhas incluíam Elimination Chamber, Heavy Metal, Battle Chamber, Chamber of Conflict e No Way Out, que era o nome do evento anterior baseado na Elimination Chamber. O nome Elimination Chamber ganhou, mas o evento ainda foi promovido como "No Way Out" na Alemanha, pois temia-se que o nome "Elimination Chamber" pudesse lembrar as pessoas das câmaras de gás usadas durante o Holocausto. O evento estava programado para ser realizado em 21 de fevereiro de 2010, no Scottrade Center em St. Louis, Missouri. Apresentava lutadores das marcas Raw e SmackDown.
O conceito do show era que cada partida do evento principal fosse disputada dentro da Elimination Chamber. A luta Elimination Chamber foi originalmente criada em 2002 e realizada em vários outros pay-per-views, incluindo o evento anterior No Way Out. A Câmara em si é uma gaiola de aço circular, composta por correntes e vigas que circundam o ringue. Quatro cápsulas são colocadas dentro da câmara, uma atrás de cada poste do ringue, que estão em uma plataforma de aço ao redor do lado de fora do ringue. Normalmente seis lutadores competem na partida; dois iniciam a partida enquanto os outros quatro são colocados dentro das cápsulas e liberados aleatoriamente em intervalos de tempo específicos. Os lutadores só podem ser eliminados por pinfall ou submissão, e o último lutador restante é o vencedor. Para o pay-per-view Elimination Chamber, ambos os campeonatos mundiais da WWE, o Campeonato da WWE do Raw e o Campeonato Mundial dos Pesos Pesados do SmackDown, deveriam ser defendidos em lutas separadas do Elimination Chamber.

### Histórias
As lutas de luta livre profissional na Elimination Chamber apresentaram lutadores profissionais atuando como personagens em eventos pré-determinados pela promoção de hospedagem, WWE. As histórias entre os personagens foram produzidas nos programas de televisão semanais da WWE Raw e SmackDown das marcas Raw e SmackDown - divisões de histórias nas quais a WWE designou seus funcionários para diferentes programas.

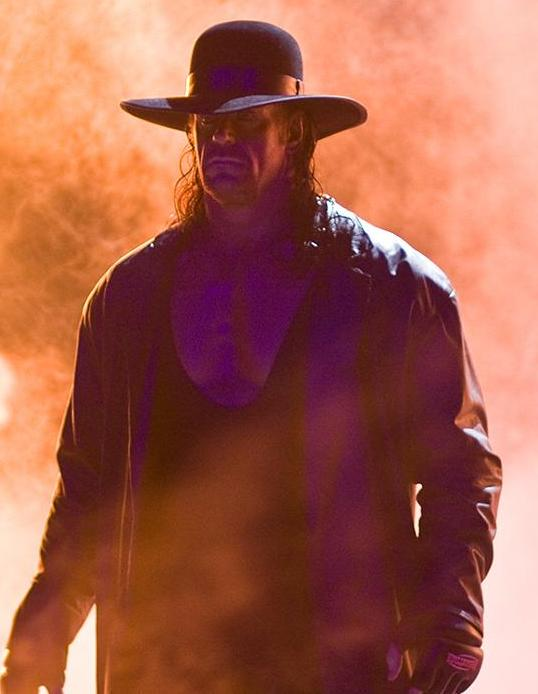
The Undertaker defendeu seu Campeonato Mundial dos Pesos Pesados em uma luta Elimination Chamber.

As lutas do evento principal para o evento Elimination Chamber consistiram em duas lutas Elimination Chamber, com o Campeonato da WWE do Raw defendido em um e o Campeonato Mundial dos Pesos-Pesados do SmackDown defendido no outro. As partidas de qualificação foram realizadas no episódio de 1º de fevereiro do Raw para determinar os cinco desafiantes que enfrentariam o Campeão da WWE Sheamus na luta Elimination Chamber do Raw. Nas qualificatórias, John Cena derrotou Cody Rhodes, Triple H derrotou Jack Swagger, Randy Orton derrotou Shawn Michaels, Ted DiBiase derrotou Mark Henry e Kofi Kingston derrotou The Big Show por desqualificação. Nas semanas anteriores à Elimination Chamber, os participantes se enfrentaram em várias partidas, que incluíram DiBiase vs. Cena terminando em no contest, Sheamus derrotando Orton por desqualificação, DiBiase derrotando Kingston por pinfall e Cena vs Triple H terminando em no contest. devido a Sheamus interferindo e atacando ambos os participantes. O episódio de 5 de fevereiro do SmackDown viu os cinco lutadores se qualificarem para desafiar The Undertaker pelo Campeonato Mundial dos Pesos Pesados de maneira semelhante. John Morrison derrotou Drew McIntyre e Kane em uma luta triple threat. Durante o resto do episódio, isso foi seguido por R-Truth derrotando Mike Knox, CM Punk derrotando Batista por contagem, Chris Jericho derrotando Matt Hardy e Rey Mysterio derrotando Dolph Ziggler. Nas semanas seguintes, os seis lutadores se enfrentaram em diferentes combinações em partidas individuais que viram Mysterio derrotar Punk, Morrison vs. R-Truth terminar em no contest devido a Morrison sofrer uma lesão no tornozelo e Jericho derrotar The Undertaker. No episódio de 19 de fevereiro do SmackDown, Morrison e R-Truth se uniram para enfrentar CM Punk e seu 'seguidor' Luke Gallows em uma luta de duplas, que Morrison e R-Truth perderam por paralisação do árbitro.
No final de dezembro de 2009, a Campeã das Divas Melina rompeu seu ligamento cruzado anterior e foi forçada a deixar o campeonato desocupado. Como resultado, foi anunciado em janeiro de 2010 que um torneio de eliminação simples seria realizado para determinar uma nova campeã. O torneio começou no Raw de 4 de janeiro, quando Maryse avançou para as semifinais ao derrotar Brie Bella. Ela foi seguida nas semifinais por Gail Kim, Alicia Fox e Eve, que derrotaram Jillian Hall, Kelly Kelly e Katie Lea Burchill, respectivamente. Nas semifinais, Maryse derrotou Eve e Kim derrotou Fox. Foi então anunciado no episódio de 8 de fevereiro do Raw que Maryse e Kim se enfrentariam na final no pay-per-view Elimination Chamber.
No episódio de 12 de fevereiro do SmackDown, o Campeão Intercontinental Drew McIntyre enfrentou Kane em uma luta sem título. Depois que a luta foi para uma contagem dupla, Kane deu um chokeslam em McIntyre. Foi anunciado no dia seguinte no site oficial da WWE que Kane e McIntyre se encontrariam no Elimination Chamber pelo Campeonato Intercontinental. Na semana seguinte, no episódio de 19 de fevereiro do SmackDown, Kane derrotou Dolph Ziggler em uma luta individual. Após a luta, ele foi atacado por McIntyre, mas Kane conseguiu revidar e se defender do ataque.

## Evento
| Função:                     | Nome:                   |
| --------------------------- | ----------------------- |
| Comentaristas em inglês     | Michael Cole            |
| Comentaristas em inglês     | Jerry Lawler            |
| Comentaristas em inglês     | Matt Striker            |
| Comentaristas em espanhol   | Carlos Cabrera          |
| Comentaristas em espanhol   | Hugo Savinovich         |
| Anunciadores de ringue      | Tony Chimel (SmackDown) |
| Anunciadores de ringue      | Justin Roberts (Raw)    |
| Entrevistador de bastidores | Josh Mathews            |
| Árbitros                    | Charles Robinson        |
| Árbitros                    | John Cone               |
| Árbitros                    | Jack Doan               |

Antes da transmissão ao vivo do pay-per-view, Christian derrotou Ezekiel Jackson em uma luta individual por pinfall.

### Lutas preliminares

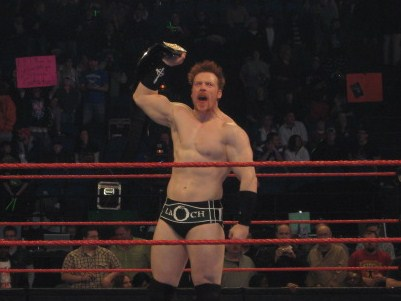
Sheamus perdeu o Campeonato da WWE para John Cena em uma luta Elimination Chamber.

A primeira luta que foi ao ar no pay-per-view foi a Elimination Chamber do Raw pelo Campeonato da WWE, que envolveu Randy Orton, Triple H, Ted DiBiase, Kofi Kingston, John Cena e o atual campeão Sheamus. Sheamus e Kingston começaram a partida. Triple H foi o primeiro lutador lançado, seguido por Orton, DiBiase e Cena. Cody Rhodes, um aliado de DiBiase e Orton, apareceu e jogou um cano de aço na gaiola. DiBiase atingiu Orton com o cano e Cena realizou um ajuste de atitude em Orton. DiBiase atingiu Cena com o cano e depois cobriu Orton para eliminá-lo. Kingston executou seu movimento final, "Trouble in Paradise" (um chute de 540) para eliminar DiBiase. Imediatamente depois, Sheamus eliminou Kingston após um High Cross antes de ser eliminado por Triple H após um Pedigree. Cena forçou Triple H a se submeter a sua finalização, o STF para ganhar o título, seu oitavo campeonato mundial no geral.
Imediatamente após a conclusão da luta, o presidente da WWE, Vince McMahon, interrompeu para fazer uma promo. Ele disse a Cena que iria para a WrestleMania XXVI, apenas se pudesse derrotar Batista, e então ordenou que Cena enfrentasse Batista em uma luta não anunciada anteriormente pelo Campeonato da WWE. Batista atacou Cena, e então executou uma "Batista Bomb" (uma powerbomb sitout) nele para ganhar uma vitória por pinfall, tornando Batista o novo campeão da WWE.
A terceira luta contou com Drew McIntyre defendendo o Campeonato Intercontinental da WWE contra Kane. A luta começou com Kane levando vantagem sobre McIntyre, colocando-o no clotheslining por cima da corda de cima até o chão. No final da partida, McIntyre tentou deixar a arena e perder por contagem, o que lhe permitiria manter o campeonato, mas Kane o trouxe de volta ao ringue. Ao reentrar no ringue, McIntyre o cutucou no olho e então executou seu "Future Shock DDT" (um double underhook DDT) para vencer a luta por pinfall e permanecer o Campeão Intercontinental.

### Lutas do evento principal
A próxima luta estava programada para ser a final de um torneio para determinar uma nova Campeã das Divas após o título ficar vago. Maryse e Gail Kim entraram no ringue quando a consultora oficial do Gerente Geral do SmackDown, Vickie Guerrero, interrompeu. Guerrero afirmou que, como resultado das Divas do Raw fazendo comentários depreciativos sobre as Divas do SmackDown, ela estava mudando a luta para uma luta de duplas interbrand Divas, com Divas do Raw Kim e Maryse enfrentando LayCool (Michelle McCool e Layla) do SmackDown. A história da partida era que Maryse e Kim não podiam trabalhar juntos, e Maryse atacou Kim, permitindo que McCool acertasse seu movimento final para a vitória. Após a luta, Maryse executou seu "French Kiss DDT" em Kim. Após a luta, The Miz foi entrevistado nos bastidores por Josh Mathews sobre o NXT, no qual ele foi mentor. Ele foi interrompido por Montel Vontavious Porter, que informou ao The Miz que os dois teriam uma luta a seguir. Isto foi seguido por William Regal fazendo uma promoção no ringue sobre o NXT. Ele foi interrompido pelo vencedor da luta Royal Rumble de 2010, Edge, que afirmou que decidiria qual título disputaria na WrestleMania no próximo episódio do Raw. Edge então atacou Regal.
A quinta luta foi um combate não anunciado anteriormente, que viu The Miz defender seu Campeonato dos Estados Unidos contra Montel Vontavious Porter. The Miz foi acompanhado por seu parceiro de duplas, The Big Show, enquanto Porter foi acompanhado por Mark Henry, com quem ele se uniu regularmente. Porter levou vantagem no início da partida, antes que The Miz pudesse revidar com um swinging DDT. Quando ele subiu para a corda superior, no entanto, Porter o derrubou para recuperar a vantagem. The Big Show puxou The Miz para fora do ringue em segurança, e então jogou Henry na barricada de segurança ao lado do ringue. Com o árbitro distraído por isso, The Big Show usou seu "Knockout Punch" em Porter, e The Miz conseguiu piná-lo para manter seu campeonato.
O evento principal do pay-per-view foi a luta Elimination Chamber do SmackDown pelo Campeonato Mundial dos Pesos Pesados, com The Undertaker, CM Punk, Rey Mysterio, Chris Jericho, John Morrison e R-Truth. Mysterio, Morrison e Jericho entraram primeiro e foram trancados em cápsulas. The Undertaker foi o quarto a descer para o ringue, mas um acidente ocorreu durante sua entrada quando sua pirotecnia foi mal cronometrada, resultando em ele ser momentaneamente envolto em chamas. Ele foi liberado por um médico do ringue para lutar, no entanto, e foi capaz de competir na luta. Os dois finalistas, que iniciariam a partida, eram CM Punk, que estava acompanhado por sua stable, a Straight Edge Society com Serena e Luke Gallows, e R-Truth. Punk fez uma promo a caminho do ringue, mas foi interrompido pela entrada de R-Truth. Punk foi capaz de eliminar R-Truth em aproximadamente três minutos e meio, antes de qualquer outro competidor entrar na luta, e terminou sua promo depois. Mysterio entrou após os primeiros cinco minutos e eliminou Punk antes que o próximo competidor entrasse. O próximo participante foi revelado como Jericho, e ele e Mysterio lutaram por cinco minutos até que Morrison fosse liberado. Morrison utilizou seu finalizador "Starship Pain" (um salto lunar saca-rolhas de pernas divididas) para imobilizar Mysterio e eliminá-lo da luta. O último participante da partida foi o atual campeão The Undertaker, que conseguiu eliminar Morrison após um chokeslam no chão da câmara após aproximadamente 28 minutos. Shawn Michaels, que pediu e foi negado uma luta com The Undertaker pela WrestleMania, entrou na câmara e executou seu superkick "Sweet Chin Music" em The Undertaker. Isso permitiu que Jericho derrotasse The Undertaker para vencer a luta e o Campeonato Mundial dos Pesos Pesados pela terceira vez.

## Acidente pirotécnico
Pouco antes do início da luta Elimination Chamber pelo Campeonato Mundial dos Pesos Pesados, The Undertaker se envolveu em um acidente pirotécnico durante sua entrada no ringue. Ele foi temporariamente envolto em chamas em três ocasiões quando a pirotecnia foi mal cronometrada, e sua jaqueta pegou fogo brevemente. Ele sofreu queimaduras de primeiro e segundo graus no pescoço e no peito, e de acordo com um porta-voz da WWE a lesão "parecia uma queimadura de sol". Ele só foi autorizado a participar da luta depois de ser liberado por um médico do ringue e recebeu garrafas de água durante a luta para se banhar e aliviar o desconforto. Chris Jericho, que também competiu na luta, contou em várias ocasiões como o pirotécnico responsável foi dispensado de seu emprego na WWE e escoltado para fora da arena após uma ameaça de violência do Undertaker. O próprio Undertaker explicou que já havia manifestado preocupações ao técnico em relação ao arranjo pirotécnico, mas foi ignorado. Ele sente que foi salvo de uma lesão grave aplicando água em seu cabelo e alterando seu traje de uma jaqueta sem mangas para uma jaqueta com mangas, apenas alguns minutos antes do acidente.

## Recepção

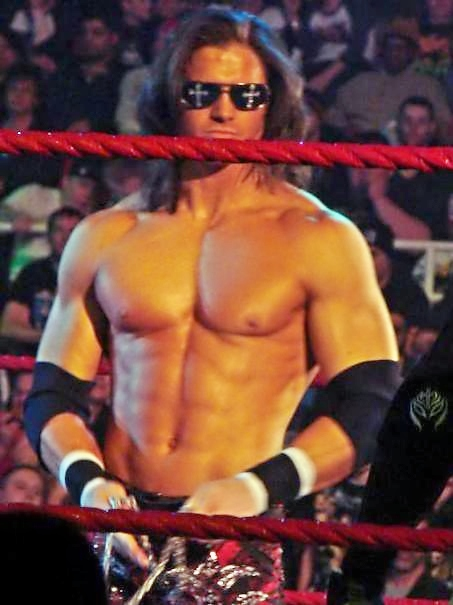
John Morrison foi elogiado por seu desempenho na luta Elimination Chamber do SmackDown.

O evento recebeu críticas geralmente negativas. Escrevendo para a seção de luta livre do Canadian Online Explorer, Dale Plummer e Nick Tylwalk também criticaram a luta das Divas, classificando-a em 0,5 em 10 e afirmando que "foi praticamente uma completa perda de tempo", um sentimento ecoado por James, do Pro Wrestling Torch. Caldwell, que afirmou que a partida foi "descartável". As lutas não-Elimination Chamber no programa foram principalmente ridicularizadas como sem importância, com o revisor do The Baltimore Sun, Kevin Eck, afirmando que elas "saíram como enchimento".
Caldwell disse que Morrison teve "alguns momentos de destaque" durante a partida. O jornalista de luta livre Dave Meltzer elogiou a luta pelo Campeonato dos Estados Unidos entre The Miz e Montel Vontavious Porter, afirmando que foi "boa". Eck concordou, afirmando que era "o melhor dos três jogos fora de câmara".
No geral, Plummer e Tylwalk classificaram o evento em 5 de 10, afirmando que foi "um caso de ritmo estranho e irregular que se arrastou entre seus pares de lutas homônimas", mas que conseguiu construir lutas para a WrestleMania. Caldwell também criticou fortemente o pay-per-view, afirmando que era um "PPV geral abaixo do esperado com um mid-card fraco e fraco".
17.000 pessoas compareceram à Elimination Chamber no Scottrade Center, sorteando um portão de US$ 850.000. O evento recebeu 285.000 compras em pay-per-view, um aumento de 13.000 em comparação com as 272.000 compras de No Way Out 2009. O DVD do evento foi lançado em 23 de março de 2010.

## Após o evento
Após sua interferência na luta Elimination Chamber para impedir The Undertaker de vencer, Shawn Michaels fez uma promo no próximo episódio do Raw, afirmando que ele interferiu para que The Undertaker concordasse com uma revanche na WrestleMania XXVI para se vingar. The Undertaker aceitou a luta com a condição de que se Michaels perdesse, ele teria que se aposentar, com o que Michaels concordou. Duas semanas depois, a dupla concordou em fazer uma partida sem contagem e sem desqualificação.

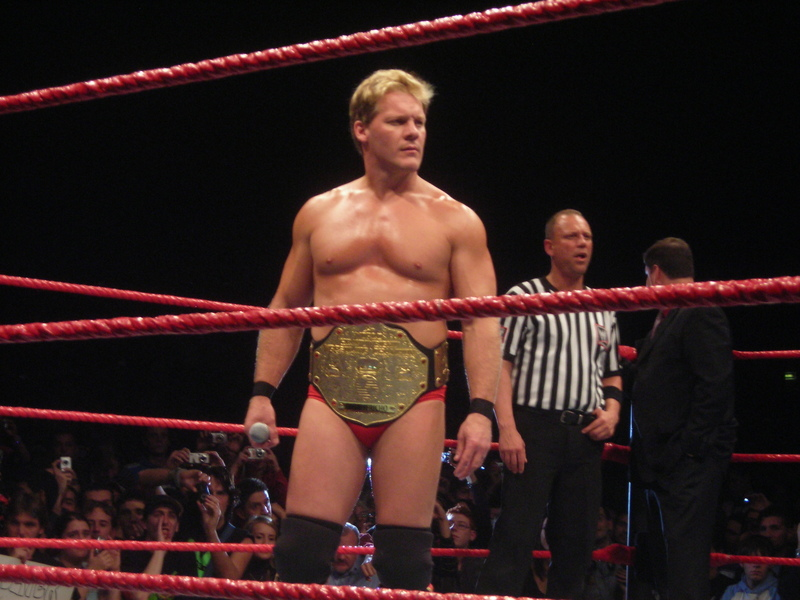
Chris Jericho defendeu o Campeonato Mundial dos Pesos Pesados contra Edge na WrestleMania XXVI.

Edge voltou de lesão no Royal Rumble como um participante surpresa na luta Royal Rumble, que ele venceu, ganhando uma luta garantida para qualquer campeonato mundial da WWE. Após a vitória de Jericho na Elimination Chamber, na qual ele ganhou o Campeonato Mundial dos Pesos Pesados, Edge aplicou um spear na noite seguinte no Raw e anunciou que ele havia escolhido enfrentar Jericho na WrestleMania. Após este anúncio, Edge começou uma campanha de ataques surpresa em Jericho, lançando-o em várias ocasiões na tentativa de jogar jogos mentais com Jericho. No episódio de 12 de março do SmackDown, Jericho apresentou uma edição especial de seu segmento de talk show, The Highlight Reel, com Edge como convidado. Edge tentou spear em Jericho novamente, mas Jericho foi capaz de evitá-lo e atingiu Edge com o cinturão do Campeonato Mundial de Pesos Pesados.
Depois que Batista ganhou o Campeonato da WWE de John Cena no Elimination Chamber, Cena pediu uma revanche. Mr. McMahon concordou, com a condição de que Cena deve derrotar Batista em uma luta sem título naquela noite no Raw. Batista deu um golpe baixo intencional em Cena durante a luta para ser desqualificado e preparar sua luta na WrestleMania. Para construir sua luta, Batista interferiu em várias lutas de Cena nas semanas anteriores à WrestleMania, atacando Cena ou distraindo-o para que seu oponente pudesse ganhar vantagem.
A tensão dentro da facção Legacy estava crescendo desde que Cody Rhodes e Ted DiBiase acidentalmente custaram a Randy Orton o Campeonato da WWE no Royal Rumble. Depois que DiBiase eliminou Orton da luta Elimination Chamber, com a ajuda de Rhodes, Orton virou contra Rhodes e DiBiase, e os atacou durante uma luta de duplas de seis homens fazendo com que The Legacy perdesse. Nas semanas seguintes, Orton enfrentou DiBiase em um combate individual e DiBiase e Rhodes em uma partida de handicap dois contra um, até que o apresentador convidado do Raw, Steve Austin, marcou uma luta tripla entre Orton, Rhodes e DiBiase para a WrestleMania.
Depois de ser eliminado da Elimination Chamber por Triple H, Sheamus o atacou no Raw de 1 de março em retaliação. Na semana seguinte, Sheamus desafiou Triple H para uma luta na WrestleMania, que Triple H aceitou. No episódio final do Raw antes da WrestleMania, Sheamus juntou-se a Cody Rhodes e Ted DiBiase para derrotar Triple H e Randy Orton em uma luta de handicap dois contra três.
O evento de 2010 se tornou o primeiro evento do que é agora um dos pay-per-views anuais da WWE. Um evento do Elimination Chamber ocorreu todos os anos desde então, exceto em 2016. Também ocorreu principalmente em fevereiro, exceto o evento de 2015, que foi realizado em maio, e o evento de 2020 realizado em março. Embora originalmente projetado para competidores individuais, a primeira luta Elimination Chamber ocorreu no evento de 2015. A própria câmara foi redesenhada para o evento de 2017, tornando-se quadrada em design. A versão feminina da luta ocorreu pela primeira vez no evento de 2018, que também contou com a primeira luta Elimination Chamber de sete homens (em uma versão de sete pessoas, três lutadores começam a luta em vez de dois). Além disso, enquanto a Elimination Chamber substituiu o No Way Out, mais um evento No Way Out foi realizado em junho de 2012.

## Resultados
| Nº                                          | Resultados | Estipulações                                                       | Tempo |
| ------------------------------------------- | --- | ------------------------------------------------------------------ | ----- |
| Dark                                        | Christian derrotou Ezekiel Jackson                                                                                    | Luta individual                                                    | N/A   |
| 1                                           | John Cena derrotou Sheamus (c), Triple H, Randy Orton, Ted DiBiase e Kofi Kingston                                    | Luta Elimination Chamber pelo Campeonato da WWE                    | 30:10 |
| 2                                           | Batista derrotou John Cena (c)                                                                                        | Luta individual pelo Campeonato da WWE                             | 0:32  |
| 3                                           | Drew McIntyre (c) derrotou Kane                                                                                       | Luta individual pelo Campeonato intercontinental                   | 10:06 |
| 4                                           | Lay-Cool (Michelle McCool e Layla) derrotou Maryse e Gail Kim                                                         | Luta de duplas                                                     | 3:35  |
| 5                                           | The Miz (com Big Show) (c) derrotou Montel Vontavious Porter (com Mark Henry)                                         | Luta individual pelo Campeonato dos Estados Unidos                 | 13:02 |
| 6                                           | Chris Jericho derrotou The Undertaker (c), John Morrison, R-Truth, CM Punk (com Luke Gallows e Serena) e Rey Mysterio | Luta Elimination Chamber pelo Campeonato Mundial dos Pesos Pesados | 35:37 |
| (c) – Refere-se aos campeões antes da luta. | |                                                                    |       |

### Entradas e eliminações da Elimination Chamber (Raw)
| Eliminado | Lutador       | Entrada | Eliminado por | Método     | Tempo |
| --------- | ------------- | ------- | ------------- | ---------- | ----- |
| 1         | Randy Orton   | 4       | Ted DiBiase   | Pinfall    | 23:56 |
| 2         | Ted DiBiase   | 5       | Kofi Kingston | Pinfall    | 25:24 |
| 3         | Kofi Kingston | 2       | Sheamus       | Pinfall    | 26:02 |
| 4         | Sheamus (c)   | 1       | Triple H      | Pinfall    | 28:38 |
| 5         | Triple H      | 3       | John Cena     | Submission | 30:30 |
| Vencedor  | John Cena     | 6       |               |            |       |

### nradas e eliminações da Elimination Chamber (SmackDown)
| Eliminado | Lutador            | Entrada | Eliminado por  | Método  | Tempo |
| --------- | ------------------ | ------- | -------------- | ------- | ----- |
| 1         | R-Truth            | 1       | CM Punk        | Pinfall | 03:34 |
| 2         | CM Punk            | 2       | Rey Mysterio   | Pinfall | 09:58 |
| 3         | Rey Mysterio       | 3       | John Morrison  | Pinfall | 20:00 |
| 4         | John Morrison      | 5       | The Undertaker | Pinfall | 28:24 |
| 5         | The Undertaker (c) | 6       | Chris Jericho  | Pinfall | 35:40 |
| Vencedor  | Chris Jericho      | 4       |                |         |       |